# Српски јерарси од 1920.
Српска православна црква је основана 1219. године као аутокефална заслугом Светог Саве који је тада основао прве епархије које је попунио српским епископима. Од 1346. године она је подигнута на ранг патријаршије. Падом српских земаља под турску власт престала је да постоји Пећка патријаршија, поново је обновљена 1557. и укинута 1766. године. У 19. веку су постојале аутокефалне Карловачка митрополија (Карловачка патријаршија), Београдска митрополија и аутономна Митрополија црногорско-приморска, а један број епархија је био под управом Цариградске патријаршије.
После Првог светског рата стварањем Краљевине Срба, Хрвата и Словенаца настао је државни оквир за формирање јединствене аутокефалне Српске православне цркве у рангу патријашије 1920. године.
Било је примера да неко одбије понуђену епископску титулу, као на пример архимандрит Јустин Поповић (1894—1979) или архимандрит студенички Сава Милошевић (1937-2014).
Овде се налази списак свих архијереја Српске православне цркве од 1920. године.
Један број архијереја српског порекла припадао је другим јурисдикцијама, тако су нпр. Јован Шангајски и Сава Сарачевић припадали Руској православној заграничној цркви.

## Некадашњи архијереји
Према књизи „Српски јерарси“ епископа Саве Вуковића из 1996. године, српски архијереји присутни од 1920. а умрли до 1996. су:
- др Андреј Фрушић (1916–1986), викарни епископ будимљански 1959—61, епископ бањалучки 1961—80, епископ сремски 1980—86;
- Арсеније Брадваревић (1883–1963), викарни епископ моравички 1940—47, митрополит црногорско-приморски 1947—60, митрополит будимски 1960—63;
- Валеријан Прибићевић (1870–1941), викарни епископ сремски 1940—41;
- Валеријан Стефановић (1908–1976), викарни епископ будимљански 1941—47, епископ шумадијски 1947—76, администрирао Жичку епархију 1947—49;
- Варнава Росић (1880–1937), митрополит скопски 1920—30, патријарх српски 1930—37; 1910 изабран је за викарног епископа Дебарско-велешке епархије Цариградске патријаршије са титулом главинички;
- Варнава Настић (1914–1964), викарни епископ хвостански 1947—51(?);
- Василије Поповић (1860—1938), митрополит бањалучко-бихаћки (или само бањалучки) 1908—38;
- др Василије Костић (1907–1978), епископ бањалучки 1947—61, епископ жички 1961—78;
- др Венијамин Таушановић (1884–1952), епископ бихаћки 1925—29, епископ злетовско-струмички 1929—34, епископ браничевски 1934—52;
- др Викентије Вујић (1874–1939), викарни епископ моравички 1932–36, епископ банатски 1936–39;
- Викентије Проданов (1890–1958), викарни епископ марчански 1936–39, епископ злетовско-струмички 1939–50 (протеран 1941), администрирао охридско-битољском епархијом 1940–41, жичком 1941–47, сремском 1947–51, патријарх српски 1950–58;
- Виктор Михаиловић (?–1938), викарни епископ скадарски 1922–38;
- Висарион Костић (1910–1979), викарни епископ топлички 1947–51, епископ банатски 1951–79;
- Владимир Рајић (1882–1956), епископ мукачевско-прјашевски 1938–41 (протеран), епископ рашко-призренски 1947–56;
- Владислав Митровић (1913–1992), епископ захумско-херцеговачки 1955–67, митрополит дабробосански 1967–92;
- Гаврило Змејановић (1847–1932), епископ вршачки 1896–1920, по сопственој молби пензионисан 1920;
- др Гаврило Дожић (1881–1950), митрополит рашко-призренски 1911–13, митрополит пећки 1913–20, митрополит црногорско-приморски 1920—38, патријарх српски 1938–50;
- др Георгије Летић (1872–1935), епископ темишварски 1903/04–31, епископ банатски 1931–35;
- др Георгије Зубковић (1878–1951), епископ будимски 1911/12–51;
- Герман Ђорић (1899–1991), викарни епископ моравички 1951–52, епископ будимски 1952–56 (није устоличен), администрирао је епархију жичку до 1956, епископ жички 1956–58, патријарх српски 1958–90, администрирао епархију будимљанско-полимску 1955–56 и рашко-призренску 1956–57;
- др Горазд Павлик (1879–1942), епископ чешко-моравски 1921–42;
- Григорије Удицки (1911–1985), епископ западноамерички 1963–85;
- др Дамаскин Грданички (1892–1969), епископ мукачевско прјашевски 1931–38, епископ америчко-канадски 1938–39, епископ банатски 1939–47, митрополит загребачки 1947–69;
- Данило Пантелић (1865–1927), епископ далматинско-истарски 1920/21–27;
- Данило Дајковић (1895–1993), митрополит црногорско-приморски 1961–90;
- Димитрије Бранковић (1868–1938), епископ задарски 1913–20, потом по својој жељи умировљен;
- Димитрије Павловић (1846–1930), епископ нишки 1884–89, епископ шабачки 1898–1905, митрополит Србије 1905–20, патријарх српски 1920–30;
- Дионисије Миливојевић (1898–1979), викарни епископ моравички 1938–39, епископ америчко-канадски 1939–64, од тада у расколу;
- Доментијан Павловић (1911–1983), епископ врањски 1978–83;
- Доситеј Васић (1887–1945), епископ нишки 1913–32, митрополит загребачки 1932–45, администрирао српску патријаршију 1937–38, провео три године у Чехословачкој као мисионар, администрирао епархијама горњокарловачком и бањалучком, више година помагао епископу пакрачком Мирону;
- Доситеј Стојковић (1906–1981), викарни епископ топлички 1951–58, потом се ставио на чело тзв. Македонске православне цркве и био у расколу;
- Евгеније Летица (1858–1933), митрополит бањалучки 1900–08, митрополит дабробосански 1908–20, потом пензионисан;
- др Емилијан Пиперковић (1886–1970), епископ тимочки 1922–70;
- Емилијан Мариновић (1902–1982), викарни епископ марчански 1949–51, епископ славонски (пакрачки?) 1951–82, администрирао епархијом загребачком после смрти митрополита Дамаскина;
- др Иларион Радонић (1871–1932), митрополит зворничко-тузлански 1909/10–22, митрополит вршачки 1922–29, пензионисан због болести;
- Иларион Зеремски (1865–1931), викарни епископ 1912–20, админситрирао епархију горњокарловачку 1914–20, епископ горњокарловачки 1920–31;
- др Иринеј Ћирић (1884–1955), епископ тимочки 1919–21, епископ бачки 1922–55;
- др Иринеј Ђорђевић (1894–1952), викарни епископ сремски 1928–31, епископ далматински 1931–52, одсутан са епархије од 1941, администрирао епархију америчко-канадску 1935–38;
- Јеротеј Гавриловић (1873–1946), епископ пећки 1926–31, потом пензионисан;
- Јефрем Бојовић (1851–1933), епископ шабачки 1920, епископ жички 1920–33;
- Јоаникије Липовац (1890–1945), викарни епископ будимљански 1939/40, митрополит црногорско-приморски 1940–45;
- др Јован Илић (1883–1975), епископ захумско-херцеговачки 1925/26–31, епископ браничевски 1931–33, епископ нишки 1933–75;
- Јован Велимировић (1912–1989), епископ шабачко-ваљевски 1960–89;
- Јосиф Цвијовић (1878–1957), епископ битољски 1920-31/32, годину дана провео као мисионар у Прикарпатској Русији, митрополит скопски 1932–57, отишао са епархије 1941. и водио Синод СПЦ уместо заточеног патријарха Гаврила, администрирао жичку епархију скоро 18 месеци после 1950;
- Кирило Митровић (1867–1931), епископ захумско-рашки 1908/09–20, епископ бококоторски 1920–31;
- Климент Трајковски (1912–1979), епископ преспанско-битољски (1959-1967), након 1967. године у расколу.
- Лонгин Томић (1893–1977), епископ захумско-херцеговачки 1951–55, епископ зворничко-тузлански 1955–77;
- Макарије Ђорђевић (1903–1978), епископ будимљанско-полимски 1947–55, епископ сремски 1955–78;
- др Максимилијан Хајдин (1879–1936), титуларни епископ Сремске Митровице 1920/21–28, епископ далматински 1928–31, епископ горњокарловачки 1931–36;
- Мардарије Ускоковић (1889–1935), епископ америчко-канадски 1926–35;
- Мелентије Вујић (1857–1921), епископ тимочки 1891–1913, потом пензионисан;
- Методије Муждека (1912–1977), епископ тимочки 1971–77;
- Милутин Стојадиновић (1918–1992), епископ тимочки 1977–92;
- Мирон Николић (1846–1941), епископ пакрачки 1888/90–1941;
- Митрофан Бан (1841–1920), архиепископ цетињски и митрополит Црне Горе 1885–1920;
- Митрофан Рајић (1873–1930), епископ браничевски 1921/22–30;
- Михаило Шиљак (1873–1928), епископ рашко-призренски 1920–28;
- Михаило Урошевић (1868–1933), епископ шабачко-ваљевски 1922–33;
- Наум Димовски (1912–1977), епископ злетовско-струмички (1959-1967), након 1967. године у расколу.
- др Нектарије Круљ (1879–1966), епископ захумско-рашки 1925/26–28, епископ зворничко-тузлански 1928–51, митрополит дабробосански 1951–66, током Другог светског рата је администрирао све епархије у Хрватској, а током 1945–51 администрирао је дабор-босанску митрополију и захумско-херцеговачку епархију;
- Никанор Иличић (1906–1986), епископ горњокарловачки 1947–51, епископ сремски 1951–55, епископ бачки 1955–86, администрирао епархију далматинску 1947–51, администрирао је и епархијама шабачко-ваљевском, сремском (два пута) и више година будимском;
- др Николај Велимировић (1880–1956), епископ жички 1919–20, епископ охридски 1920–31, епископ охридско-битољски 1931–36, епископ жички 1936–56, од 1941. одсутан са епархије, администрирао епархију жичку 1934–36 и охридско-битољску 1936–38;
- др Николај Јокановић (1874–1943), викарни епископ будимљански 1938–39, епископ захумско-херцеговачки 1939–43;
- Петар Зимоњић (1866–1941), митрополит захумско-херцеговачки 1903–20, митрополит дабробосански 1920–41;
- Платон Јовановић (1874–1941), викарни епископ моравички 1936–38, епископ охридско-битољски 1938–39, епископ бањалучки 1939—1941;
- Сава Трлајић (1884–1941), викарни епископ сремски 1934–38, епископ горњокарловачки 1938–41, администрирао епархију пакрачку после смрти епископа Мирона 1941;
- Сава Андрић (1939–1993), викарни епископ моравички 1982–84, епископ врањски 1984–91, епископ браничевски 1991–93;
- Серафим Јовановић (1875–1945), епископ злетовско-струмички 1920–28, епископ рашко-призренски 1928–45, провео годину дана у Прикарпатској Русији радећи на враћању унијата у православље;
- Сергије Георгијевић (1869–1922), епископ шабачки 1905–19, потом пензионисан;
- др Симеон Станковић (1886–1960), епископ захумско-херцеговачки 1931/32–34, епископ шабачко-ваљевски 1934–60;
- др Симеон Поповић (1874–1939), епископ злетовско-струмички 1934–39;
- Симеон Злоковић (1911–1990), епископ горњокарловачки 1951–90, администрирао епархију далматинску 1951–59;
- Стефан Ластавица (1908–1966), епископ источноамерички и канадски 1963–66;
- др Тихон Радовановић (1891–1951), викарни епископ сремски 1932–34, епископ захумско-херцеговачки 1934–39, пензионисан 1939;
- др Фирмилијан Оцокољић (1910–1992), епископ средњозападноамерички 1963—1991, потом умировљен;
- Хризостом Војиновић (1911–1989), викарни епископ моравички 1947—51, епископ будимски 1951—52, епископ браничевски 1952—89, чувар патријарашког трона 1958.

После 1996. преминули су архијереји:
- др Сава Вуковић (1930—2001), викарни епископ моравички 1961–67, епископ источноамерички и канадски 1967–77, епископ шумадијски 1977–2001, администрирао је епархије источноамеричку и канадску, жичку, банатску 1980–85, темишварску 1980–1996, средњозападноамеричку, западноамеричку и бачку 1988–90;
- др Данило Крстић (1927—2002), викарни епископ марчански 1969–88, епископ будимски 1988–2002, администрирао епархију будимску 1984–88;
- Стефан Боца (1916—2003), епископ далматински 1959–78, епископ жички 1978–2003;
- Павле Стојчевић (1914—2009), епископ рашко-призренски 1957–90, патријарх српски 1990–2009;
- Христофор Ковачевић (1928—2010), епископ источноамерички и канадски 1978–83, епископ источноамерички 1983–91, митрополит средњозападноамерички 1991–2009, митрополит либертивилско-чикашки 2009–10, админситрирао епархију канадску 1983–84.
- Хризостом Столић (1939—2012), епископ западноамерички 1988–1992, епископ банатски 1992–2003 и епископ жички 2003–2012.
- Јован Павловић (1936—2014), викарни епископ лепавински 1977—1982, митрополит загребачко-љубљански 1982—2014.
- Николај Мрђа (1928—2015), епископ аустралијско-новозеландски 1973-1978, епископ далматински 1978-1992, митрополит дабробосански 1992-2015.
- Јероним Мочевић (1969—2016), викарни епископ јегарски 2014-2016.
- Лукијан Владулов (1933—2017), епископ осјечкопољски и барањски 1991-2017.
- Милутин Кнежевић (1949—2020), епископ аустралијско-новозеландски 2003-2006, епископ ваљевски 2006-2020.
- др Амфилохије Радовић (1938—2020), епископ банатски 1985-1990, митрополит црногорско-приморски 1990-2020.
- Иринеј Гавриловић (1930—2020), викарни епископ моравички 1974-1975, епископ нишки 1975-2010, патријарх српски 2010-2020.
- др Атанасије Јевтић (1938—2021), епископ банатски 1991-1992, епископ захумско-херцеговачки 1992-1999.
- Лука Ковачевић (1950—2021), епископ аустралијско-новозеландски 1992-1997, епископ западноевропски 1997-2021.
- Лаврентије Трифуновић (1935—2022), викарни епископ моравички 1967-1969, епископ западноевропски и аустралијско-новозеландски 1969-1973, епископ западноевропски 1973-1989, епископ шабачко-ваљевски 1989-2006, епископ шабачки 2006-2022.
- др Антоније Пантелић (1970—2024), викарни епископ моравички 2006-2024.

Помирењем између Српске православне цркве и Митрополије новограчаничке признате су епископске хиротоније и овим епископима:
- Иринеј Ковачевић (1914—1998)
- Димитрије Балаћ (1913—1979)
- Петар Банкеровић (1925—1988)
- Василије Веиновић (1928—1997)
- Дамаскин Давидовић (1946—2017)

Лишени епископског чина су:
- Дамаскин Давидовић (1946—2017)
- Артемије Радосављевић (1935—2020), епископ рашко-призренски 1991–2010.